# Chorley (Cheshire)
Chorley, ook Chorley (Wilmslow West and Chorley) is een civil parish in het bestuurlijke gebied Cheshire East, in het Engelse graafschap Cheshire met 496 inwoners.